# Cyrenia pyrippe
Cyrenia pyrippe är en fjärilsart som beskrevs av Frederick DuCane Godman och Osbert Salvin 1878. Cyrenia pyrippe ingår i släktet Cyrenia och familjen Riodinidae. Inga underarter finns listade i Catalogue of Life.